# Americium(IV)-oxid
Americium(IV)-oxid ist ein Oxid des Elements Americium. Es besitzt die Summenformel AmO2. Da alle Isotope des Americiums nur künstlich hergestellt sind, besitzt Americium(IV)-oxid keine natürlichen Vorkommen. Es entsteht unter anderem implizit in Kernreaktoren beim Bestrahlen von Urandioxid (UO2) bzw. Plutoniumdioxid (PuO2) mit Neutronen. Americium(IV)-oxid ist die wichtigste Verbindung dieses Elements. Nahezu alle Anwendungen dieses Elements basieren auf dieser Verbindung.

## Darstellung
Für Kleinstmengen bietet sich das Glühen von Salzen des Americiums an. Meistens werden hierzu Americium(III)-oxalat (Am2(C2O4)3) oder Americium(III)-nitrat (Am(NO3)3) herangezogen. Die Americium(III)-nitratlösungen werden eingedampft und dann bei 1000 °C zum Oxid geglüht. Ebenso verfährt man mit gefälltem Americium(III)-oxalat und anschließendem Glühen bei 900 °C. Da das PUREX-Verfahren abgebrannten Brennelemente in Salpetersäure auflöst, ist das Nitrat besonders leicht zugänglich.

## Eigenschaften
Americium(IV)-oxid ist ein schwarzer Feststoff. Es kristallisiert im kubischen Kristallsystem, der Strukturtyp ist der CaF2-Typ (Fluorit) mit der Raumgruppe Fm3m (Raumgruppen-Nr. 225) und den Koordinationszahlen Am[8], O[4].

## Verwendung

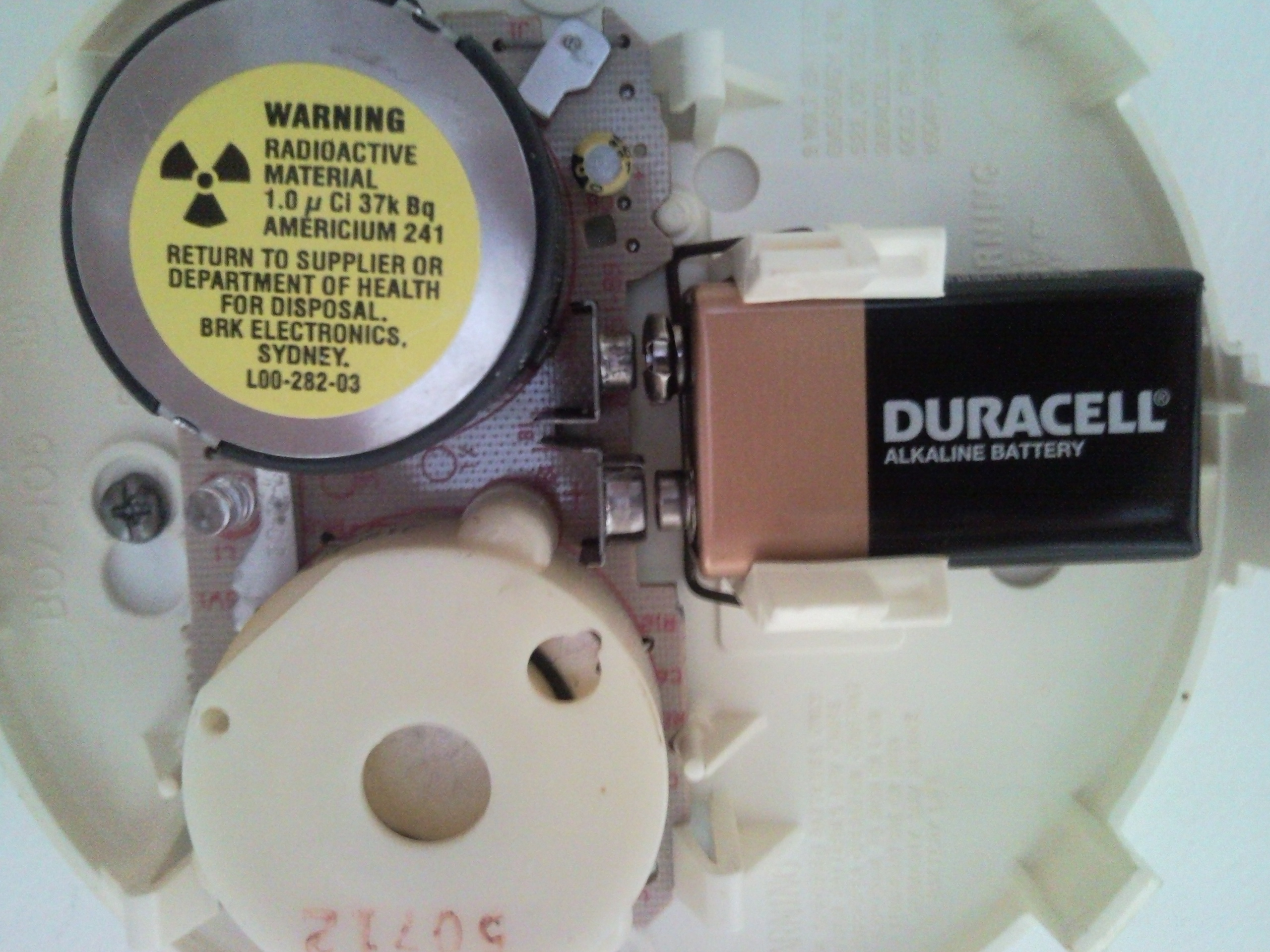
Rauchmelder mit ^{241}Am von innen

Americium(IV)-oxid (mit dem Isotop 241Am) wird als Quelle für ionisierende Strahlung eingesetzt. Anwendungsgebiete sind die Fluoreszenzspektroskopie und als Ionisationsrauchmelder.
In zukünftigen Radionuklidbatterien könnte Americium(IV)-oxid mit 241Am zum Einsatz kommen. Eine solche Radionuklidbatterie könnte bei einer Halbwertszeit von 432,2 Jahren für Jahrhunderte Energie liefern.